# Scott Durant
Scott David Durant, född 12 februari 1988 i Los Angeles, är en brittisk roddare.
Garton blev olympisk guldmedaljör i åtta med styrman vid sommarspelen 2016 i Rio de Janeiro.